# Galaxian3: Theater 6

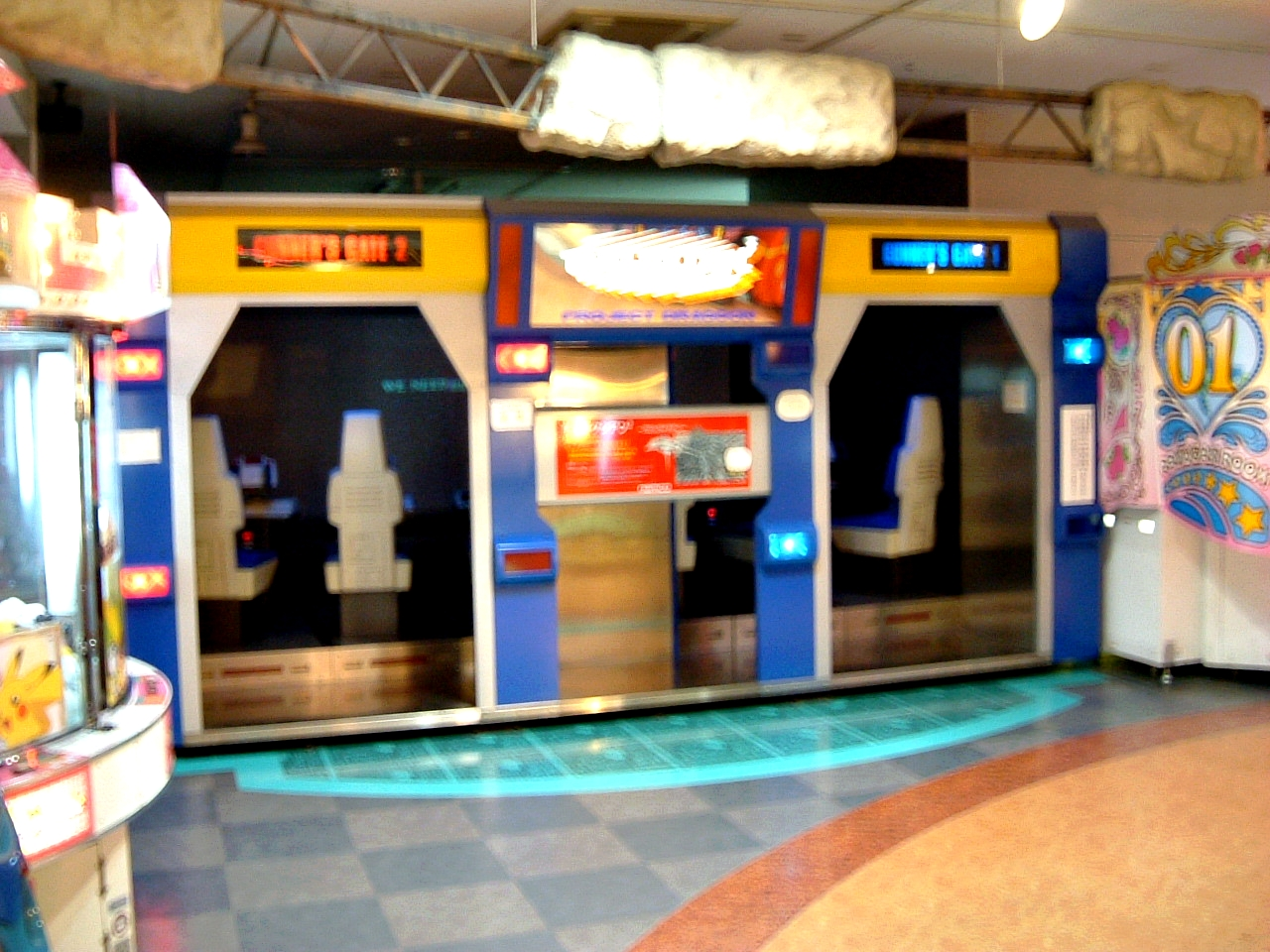
Une borne Galaxian3: Theater 6

Galaxian³: Theater 6 est une borne et un système d'arcade commercialisé à partir de 1990 par Namco qui accueille les jeux Galaxian³ et Attack of the Zolgear,,,,.

## Description
La borne d'arcade est immense, les joueurs rentrent dans une sorte de stand ou cabine où le jeu est projeté sur plusieurs écrans immenses. Cette borne accueille jusqu'à 6 joueurs en simultanés. Seulement deux jeux sont sortis sur cette borne d'arcade : Galaxian³ et Attack of the Zolgear (suite de Galaxian³),
Le système d'arcade est un hybride de circuits imprimés traditionnels (System 21 modifié) et deux laserdiscs en lecture synchronisée pour afficher le fond de l'écran via des vidéos pré-enregistrées.

## Spécifications techniques
- 6 joueurs

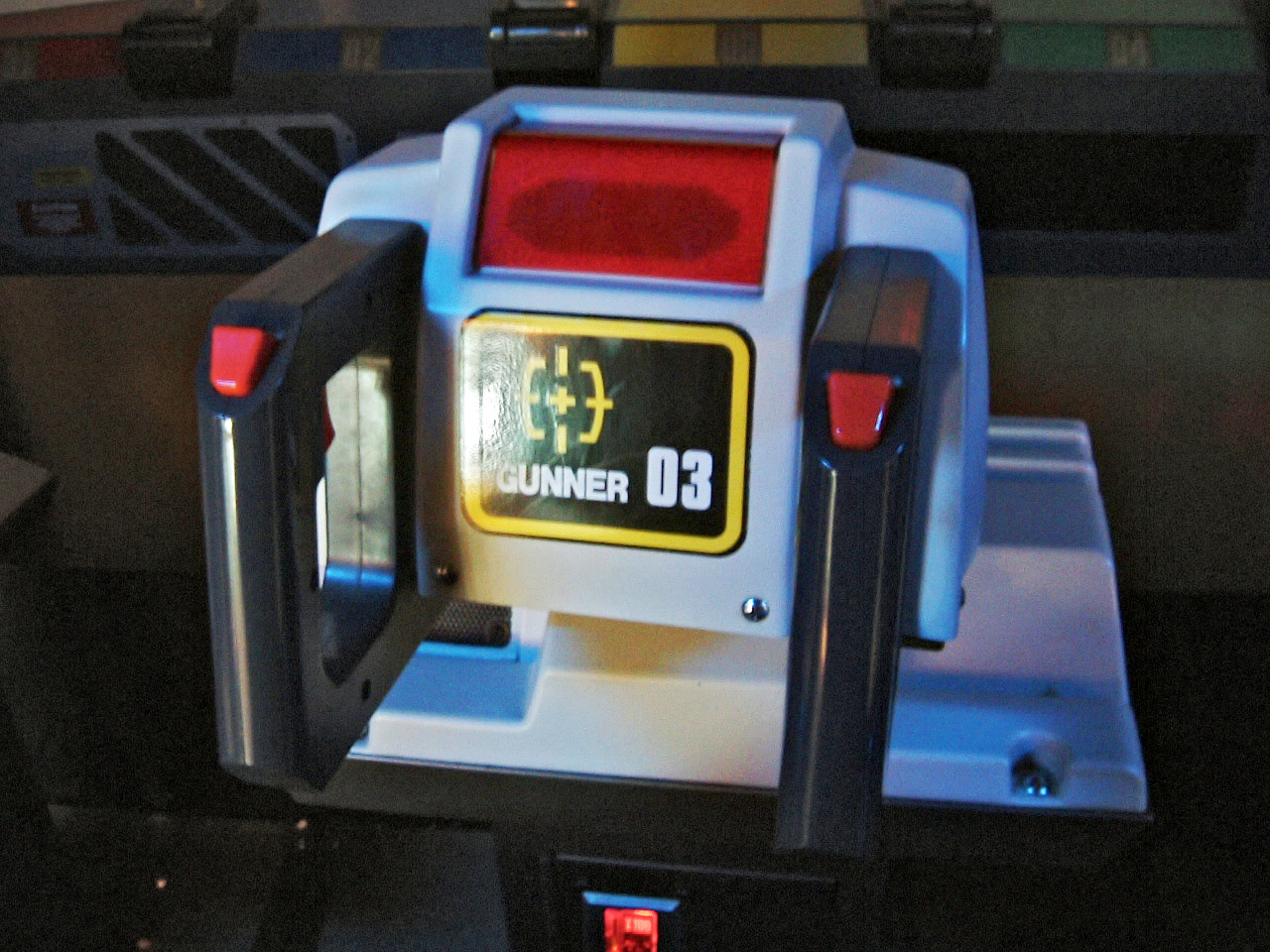
Commande du Galaxian3: Theater 6

- Vidéo : 2 projecteurs RGB de 110inch
- Écran : 6 écrans 18 pouces
- Son : Système de son 4 canaux BOSE
- Contrôle : Manche
- Sièges individuels
- Retour de force : Système hydraulique faisant vibrer le stand en synchronisation avec les évènements survenus au cours du jeu.

## Galaxian³: Project Dragoon
Également appelé Galaxian³: Theater 6 - Project Dragoon

## Galaxian³: Attack of the Zolgear
Également appelé Galaxian³: Theater 6 - Attack of the Zolgear